# Marine Ornithology
Marine Ornithology est une publication du Pacific Seabird Group, un regroupement de plusieurs associations (African Seabird Group, Pacific Seabird Group, Australasian Seabird Group, Seabird Group (U.K.), Dutch Seabird Group et Japan Seabird Group) qui se consacrent à l'étude et à la conservation des oiseaux de mer.  La revue fait suite à Cormorant (1976-1989,  (ISSN 0250-0213)), fondé par John Cooper et l’African Seabird group en 1976.  Depuis 2000, la revue est sous la responsabilité du Pacific Seabird Group.